# Микио Ода
Микио Ода (јап. 織田 幹雄; Хирошима, 30. март 1905 — Камакура, 2. децембар 1998) био је јапански атлетичар специјалиста за троскок, али се такмичио и у скоку удаљ и скоку увис. На Олимпијским играма 1928 у Амстердаму, Ода је био први јапански спортиста који је освојио златну олимпијску медаљу и први азијски спортиста који је био олимпијски победник у појединачним дисциплинама.
Три пута је учествовао на Олимпијским играма 1924, 1928 и 1932. У току студирања на Универзитету Васеда у Токију 27. октобра 1931. резултатом 15,58 м. поставио је светски рекорд.
Током Олимпијским играма 1964 у Токију, олимпијска застава је подигнута на висину од тачно 15,21 метара, у част његовог резултата којим је освојио златну медаљу, 36 година раније. Године 2000. Ода је изабран као мушки азијски спортиста века од стране атлетских стручњака .
У његову част у Хирошими се одржава Меморијал Микио Ода као Међународне аматерске атлетске игре.

## Лични рекорди
- скок увис — 1,92 м
- скок удаљ — 7,52 м
- троскок — 15,58 м